# Festuca superba
Festuca superba är en gräsart som beskrevs av Parodi och Anna Maria Türpe. Festuca superba ingår i släktet svinglar, och familjen gräs. Inga underarter finns listade i Catalogue of Life.